# Маччио, Ральф
Ральф Джордж Ма́ччио-младший (др. варианты написания фамилии: Ма́чио, Ма́ккио; англ. Ralph George Macchio, Jr., англ. произн. /ˈmɑːtʃioʊ/; род. 4 ноября 1961, Хантингтон) — американский актёр итальянского происхождения, получивший особую известность ролями Дениэла Ла Руссо в трилогии «Парень-каратист» и в сериале «Кобра Кай», Юджина Мартона из фильма «Перекрёсток», Билли Гамбини в фильме «Мой кузен Винни» и Джонни Кейда в «Изгоях». Американским телезрителям он также известен как исполнитель роли Джереми Андретти в сериале «Восьми достаточно» (снялся в 20 сериях с 1980 по 1981 гг.).

## Карьера
Ральф Маччио начинал свою карьеру с телевизионных рекламных роликов про жевательную резинку «Bubble Yum» производства The Hershey Company и «доктор Пеппер». Его дебют в кино состоялся в 1980 году в фильме «Up the Academy», а его первая роль — Джереми Андретти в телесериале «Восьми достаточно». В 1983 году он появился в роли Джонни Кейда в «Изгоях» наряду с многими молодыми актёрами, в то время ещё не знаменитыми: Томом Крузом, Мэттом Диллоном, Си Томасом Хауэллом, Эмилио Эстевесом, Патриком Суэйзи и Робом Лоу. Сыграв компанию трудных подростков из американской глубинки, актёры были замечены публикой, в том числе и благодаря тому, что режиссёром фильма выступил Фрэнсис Форд Коппола.
Ральф Маччио получил мировую известность в 1984 году, после выхода первого фильма трилогии «Парень-каратист». Благодаря моложавой внешности, Маччио успешно играл старшеклассника средней школы Даниэля ЛаРуссо, хотя на самом деле ему было уже около 23 лет. Он продолжил свой успех в вышедших позже сиквелах фильма, «Парень-каратист 2» и «Парень-каратист 3». Маччио стал одним из самых известных подростковых идолов середины 1980-х годов, его лицо появляется на обложках многих молодёжных журналов, таких как «Tiger Beat», «16» и «Beat Teen».
В 1986 году Маччио появился в фильме «Перекрёсток», сыграв в нём студента-музыканта Юджина Мартона. Фильм — роуд-муви, посвященный блюзу и содержащий фентезийные элементы, — приобрёл популярность в странах постсоветского пространства. Актёрский дуэт Маччио и Джо Сенеки оказался удачным, как и музыка к фильму, автором которой стал Рай Кудер, он же исполнил все гитарные партии Юджина Мартона.
В 1993 году в комедии «Мой кузен Винни» Маччио сыграл Билли Гамбини, которого, при проезде через небольшой город штата Алабама (штат-символ американского захолустья), ошибочно обвиняют в убийстве. Его партнерами по фильму выступили Джо Пеши и Мариса Томей. В 1993 году Маччио в независимом фильме «Голый в Нью-Йорке» изображает Криса, сексуально озабоченного лучшего друга Эрика Штольца, снимаясь там наряду с такими известными актерами, как Мэри-Луиз Паркер, Джилл Клейберг, Кэтлин Тёрнер и Тони Кёртис.
С середины 1990-х годов Маччио появлялся на экране в основном в эпизодических ролях, в рекламе, музыкальных клипах, а также камео в ряде сериалов. В 2000-е годы Маччио попробовал себя в роли режиссёра, продюсера и сценариста трех короткометражных лент.
В ноябре 2008 года Маччио занял 80 место в рейтинге ста лучших подростков-звёзд по версии телеканала VH1. Маччио также является главным героем или упоминается в ряде песен, в первую очередь, в связи со своей ролью в трилогии «Парень-каратист» и воспоминаниями исполнителей о своей юности, пришедшейся на время популярности актёра.
В 2011 году Маччио участвовал в оригинальной американской версии шоу «Танцы со звездами».
В 2018 году, спустя почти 30 лет, Маччио вернулся к своей знаменитой роли Дэниела ЛаРуссо в продолжении трилогии «Парень-каратист» в виде сериала «Кобра Кай», вышедшего на YouTube. Сериал сосредоточен вокруг соперника Маччио по первой части оригинальной трилогии, Джонни Лоуренса (персонажа, как и в оригинальном фильме, играет Уильям Забка). По сюжету сериала, Лоуренс после череды жизненных неудач вновь открывает школу карате «Кобра Кай», известную своими жёсткими тренировками и безжалостным отношением к противнику, и находит первого ученика, подростка Мигеля, которого играет 17-летний Шоло Маридуэнья. Это решение возобновляет противостояние Лоуренса с давнишним конкурентом, Дэниэлом ЛаРуссо, который, в отличие от своего оппонента, стал успешным владельцем сети автосалонов, но страдает от потери своего наставника — господина Мияги. По состоянию на 2024 год, вышло 5 сезонов, сериал продолжается.

## Личная жизнь
Отец актёра, Ральф Маччио-старший, имеет итальянские и греческие корни. Мать, Розали Десантис, также имеет итальянское происхождение.
В возрасте 15 лет Маччио через свою бабушку познакомился со своей будущей женой Филлис Фиеро. Они поженились в 1987 году и воспитывают двух детей: Джулию (родилась в 1992 г.) и Дэниэла (родился в 1996 г.).
В 2005 году умер актёр Пэт Морита, исполнивший в «The Karate Kid» роль мистера Мияги. На его похоронах Ральф Маччио назвал его своим «вечным учителем».

## Избранная фильмография
| Год       |   | Русское название         | Оригинальное название    | Роль                   |
| --------- | - | ------------------------ | ------------------------ | ---------------------- |
| 1980—1981 | с | Восьми достаточно        | Eight Is Enough          | Джереми Андретти       |
| 1980      | ф | В жопу академию          | Up the Academy           | Чуч                    |
| 1983      | ф | Изгои                    | The Outsiders            | Джонни Кейд            |
| 1984      | ф | Малыш-каратист           | The Karate Kid           | Дениэл Ла Руссо        |
| 1986      | ф | Перекресток              | Crossroads               | Юджин Мартон           |
| 1986      | ф | Малыш-каратист 2         | The Karate Kid, Part II  | Дениэл Ла Руссо        |
| 1989      | ф | Малыш-каратист 3         | The Karate Kid, Part III | Дениэл Ла Руссо        |
| 1990      | ф | Слишком много солнца     | Too Much Sun             | Фрэнк Младший          |
| 1992      | ф | Мой кузен Винни          | My Cousin Vinny          | Билли Гамбини          |
| 1992      | ф | Нагие из Нью-Йорка       | Naked in New York        | Крис                   |
| 2005      | с | Красавцы                 | Entourage                | в роли самого себя     |
| 2012      | ф | Хичкок                   | Hitchcock                | Джозеф Стефано         |
| 2013      | с | Как я встретил вашу маму | How I Met Your Mother    | в роли самого себя     |
| 2017—2019 | с | Двойка                   | The Deuce                | офицер полиции Хэддикс |
| 2018—2021 | с | Кобра Кай                | Cobra Kai                | Дениэл Ла Руссо        |
| 2025      | ф | Парень-каратист          | The Karate Kid           | Дениэл Ла Руссо        |